# Agapanthia maculicornis
Agapanthia maculicornis es una especie de escarabajo del género Agapanthia, familia Cerambycidae. Fue descrita científicamente por Gyllenhal en 1817.
Habita en Bosnia y Herzegovina, Bulgaria, Croacia, Grecia, Hungría, Kazajistán, Macedonia, Rumania, Rusia, Eslovaquia y Ucrania. Esta especie mide aproximadamente 10-15 mm y su período de vuelo ocurre en el mes de agosto.